# Rombiska nätet
Rombiska nätet (Reticulum på latin) är en liten, svag stjärnbild på södra stjärnhimlen. Den är en av de 88 moderna stjärnbilderna som erkänns av den Internationella Astronomiska Unionen.

## Historik
Stjärnbilden fanns inte med bland de 48 konstellationerna som listades av den antike astronomen Ptolemaios i hans samlingsverk Almagest.
En stjärnbild i området introducerades först av den tyske professorn Isaac Habrecht II 1621 och kallades då Rhombus.
Den ersattes av en något förändrad konstellation på 1700-talet av den franske astronomen Nicolas Louis de Lacaille. Han kallade den le Réticule Rhomboide, vilket anspelade på hårkorset till sökaren på hans teleskop. Namnet latiniserades senare till Reticulum i Lacailles stjärnkatalog Coelum Australe Stelliferum.
1810 lät William Croswell stjärnorna bilda konstellationen Marmor Sculptile, efter en byst av Christofer Columbus, men den förändringen accepterades aldrig bland astronomerna.

## Stjärnor
Rombiska nätet är en stjärnbild som bara har två stjärnor som är ljusstarkare än magnitud 4.
- α - Alfa Reticuli är ljusstarkast med magnitud 3,32, en jättestjärna av spektraltyp G8 II-III. Den har en följeslagare av magnitud 12 som heter CCDM J04144-6228B[7]
- β - Beta Reticuli är en trippelstjärna med magnitud 3,84. Primärstjärnan är en orange jätte av spektraltyp K0IV SB.
- ε - Epsilon Reticuli är en dubbelstjärna av magnitud 4,44. En exoplanet med 1,17 Jupitermassor upptäcktes 2000, med en omloppstid av 418 dygn runt Epsilon Reticuli A.[8]
- γ - Gamma Reticuli är en röd jätte av spektraltyp M4III och magnitud 4,48.
- δ - Delta Reticuli är också en röd jätte, av spektraltyp M2 III och magnitud 4,56.
- R Reticuli är en Miravariabel som varierar i ljusstyrka 6,35 - 14,2.[9]

## Djuprymdsobjekt

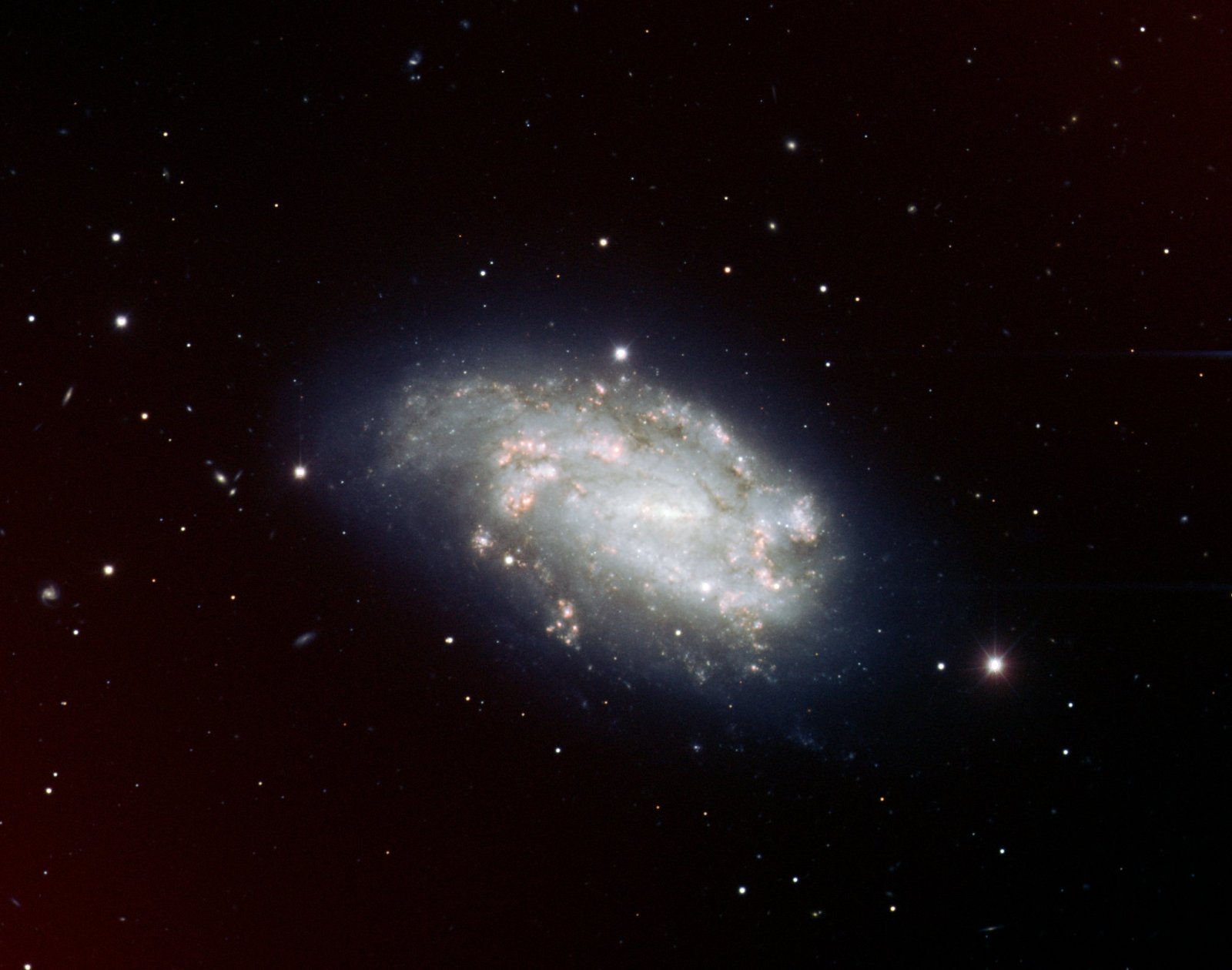
NGC 1559.

Stjärnbilden innehåller inga Messierobjekt.

### Galaxer
- NGC 1313 är en stavgalax på 15 miljoner ljusårs avstånd från Vintergatan.
- NGC 1559 är en annan stavgalax av magnitud 11. Här observerades supernovan SN 2005df [11]